# أنطوني باول (مصمم أزياء تقليدية)
أنطوني باول (بالإنجليزية: Anthony Powell)‏ هو مصمم أزياء تقليدية بريطاني، ولد في 2 يونيو 1935 في تشورلتون كمهاردي ‏ في المملكة المتحدة.

## وصلات خارجية
- أنطوني باول على موقع IMDb (الإنجليزية)
- أنطوني باول على موقع ألو سيني (الفرنسية)
- أنطوني باول على موقع أول موفي (الإنجليزية)
- أنطوني باول على موقع قاعدة بيانات برودواي على الإنترنت (الإنجليزية)
- أنطوني باول على موقع قاعدة بيانات الأفلام السويدية (السويدية)
- أنطوني باول على موقع قاعدة بيانات الفيلم (الإنجليزية)
- أنطوني باول على موقع كينوبويسك (الروسية)